# Centaurea majorovii
Centaurea majorovii là một loài thực vật có hoa trong họ Cúc. Loài này được Dumbadze mô tả khoa học đầu tiên năm 1946.